# Годвин, Уильям
Уи́льям Го́двин (англ. William Godwin, [ˈwɪlyəm ˈgɒdwɪn]; 3 марта 1756 — 7 апреля 1836) — английский журналист, политический философ и романист, драматург, один из основателей либеральной политической философии и анархизма. Муж писательницы-феминистки Мэри Уолстонкрафт, отец писательницы Мэри Шелли.

## Биография
Годвин родился 3 марта 1756 года в Уисбиче (графство Кембриджшир) в семье диссентерского проповедника. В 1773 году поступил в диссентерский колледж в Хокстоне близ Лондона, после окончания которого стал диссентерским сельским священником. В 1784 году опубликовал свои проповеди под названием «Исторические эскизы в шести проповедях». Знакомство с трудами Руссо, Гольбаха и Гельвеция окончательно расшатали его религиозные убеждения. После неудачной попытки основать школу для обучения мальчиков, безвозвратно отдался литературному труду. Вскоре начинает сотрудничать в ежемесячном политическом и историческом журнале «Английское обозрение» (англ. The English Review). С 1786 года сотрудничал в либеральном «Новом ежегоднике» (англ. New Annual Register), где вёл исторический отдел.
В 1793 году вышла книга Годвина «Исследование о политической справедливости», а в 1794 году — известный роман «Вещи как они есть, или Калеб Вильямс», в котором Годвин популяризировал мысли, высказанные им в «Исследовании о политической справедливости».
В мае 1794 года арестованы и обвинены в государственной измене члены радикально-демократического «Корреспондентского общества» Британии за пропаганду политических реформ. Обвинение поддерживал лорд-главный судья Эйр (англ. Eyre). Опубликованная в газете анонимно статья Годвина «Беглая критика обвинения предъявленного лордом-главным судьей Эйром большому жюри присяжных» перепечатана брошюрой и распространяется по всей стране. В результате суд вынужден был уступить давлению и оправдать всех обвиняемых. После того как авторство Годвина стало известно, популярность его достигла апогея.
В июле 1796 года Годвин заключил гражданский брак с известной в то время в Англии публицисткой Мэри Уолстонкрафт, автором книги «Защита прав женщин». Когда в декабре обнаружилось, что Мэри беременна, гражданские супруги решили заключить законный брак, в который вступили в марте 1797 года. 30 августа Мэри Уолстонкрафт родила девочку, а через 12 дней умерла от родильной горячки. Годвин опубликовал её жизнеописание под названием «Биография автора книги о защите прав женщин». В том же году заканчивает работу «Исследователь: размышления о воспитании, нравах и литературе», которая побудила Мальтуса написать «Очерк о законе народонаселения». 
В 1805 году основал издательство под названием «Юношеская библиотека», которое он вел в течение двадцати лет.
Умер Годвин 7 апреля 1836 года в Лондоне.

## Идеи
Общество делится на два класса — богатых и бедных. Последние составляют 98 % населения. Бедные создают весь доход, но сами они не получают почти что ничего. Они находятся в положении вьючных животных. Почти весь продукт их труда достается ничтожному меньшинству, которое в силу этого и является богатым. Причина социального неравенства, а тем самым и нищеты — в существовании частной собственности. Необходимо уничтожить собственность и упразднить государство, покровительствующее богатым.
В советской историографии рассматривался как демократ и мыслитель, в произведениях которого видны элементы утопического социализма.

## Произведения

### Романы
- 1794 — Приключения Калеба Уильямса (англ. Adventures of Caleb Williams)
- 1799 — Сент-Леон (англ. St. Leon)
- 1805 — Флитвуд (англ. Fleetwood)

### Пьесы
- 1798 — Воспоминания об авторе (…) Прав женщины (англ. Memoirs of the Author of the (…) Rights of Woman)
- 1800 — Трагедия Антонио (англ. The Tragedy of Antonio)
- 1803 — Жизнь Чосера (англ. Life of Chaucer)
- 1820 — О народонаселении (англ. Of Population)
- 1828 — История общественного благосостояния (англ. History of the Commonwealth)

### Прочее
- 1793 — Исследование о политической справедливости[англ.]
- 1795 — Размышления о законопроектах лорда Гренвиля и г-на Питта

### Сочинения в русском переводе
- Обманутое дружество. — М.: Университетская типография у Ридигера и Клаудия, 1795.
- Калеб Уильямс. — М.: Гослитиздат, 1949.
- О собственности. — М.: Издательство Академии наук СССР, 1958. (Отрывок из «Исследования о политической справедливости»)
- Сен-Леон. Повесть шестнадцатого века. — М.: Ладомир, 2003. — (Готический роман) — ISBN 5-86218-386-8